# Vadonville
Vadonville település Franciaországban, Meuse megyében. Lakosainak száma 251 fő (2022. január 1.). Vadonville Chonville-Malaumont, Grimaucourt-près-Sampigny, Lérouville, Mécrin, Pont-sur-Meuse és Sampigny községekkel határos.

## Népesség
A település népessége az elmúlt években az alábbi módon változott:
| Lakosok száma | 329  | 278  | 261  | 249  | 264  | 262  | 260  | 263  | 263  | 251  |
|               | 1968 | 1982 | 1990 | 2006 | 2013 | 2015 | 2017 | 2019 | 2020 | 2022 |